# Ammobatoides abdominalis
Espèce
Statut de conservation UICN

 EN B2ab(i,v) : En danger
Ammobatoides abdominalis est une espèce d'abeilles de la famille des Apidae. Elle est présente en Europe. C'est une abeille cleptoparasite, la femelle pond ses œufs dans le nid d'autre abeilles. Le genre hôte est Melliturga.